# Murom

Localizarea Regiunii Vladimir pe harta Rusiei

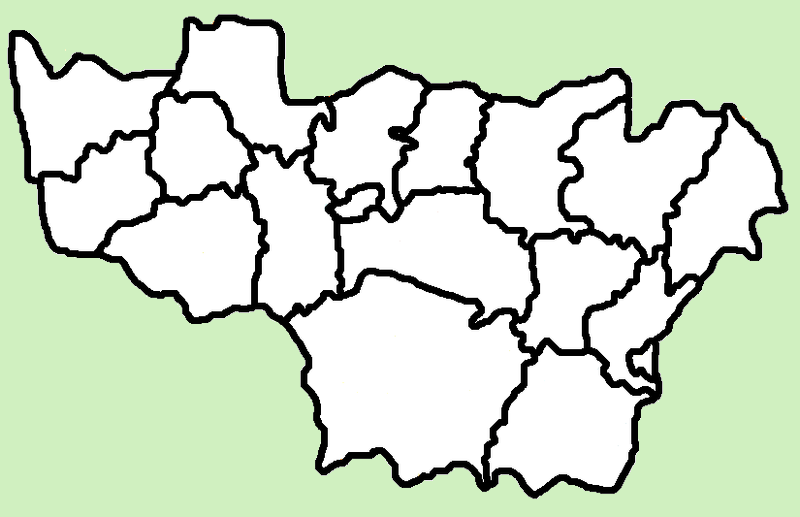
Oraşul Murom se găseşte în estul Regiunii Vladimir

Murom (ru. Муром) este un oraș din Regiunea Vladimir, Federația Rusă și are o populație de 104 078 locuitori (2025).

## Orașe înfrățite
- Most, Cehia
- Babruysk, Belarus

1. ↑  https://rosstat.gov.ru/storage/mediabank/%D0%A1hisl_MO_01-01-2025.xlsx